# کارلو ساباتینی
کارلو ساباتینی (ایتالیایی: Carlo Sabatini؛ ‏ ۷ آوریل ۱۹۳۲ – ۱۰ آوریل ۲۰۲۰) بازیگر و صداپیشه اهل ایتالیا بود.
از فیلم‌های او می‌توان به به بانو تجاوز شده است، طالع نحس، مارکو ویسکونتی، امانوئل سیاه ۲ و احساس اشاره کرد.